# Danh sách quốc gia ASEAN theo lãnh thổ quốc gia
 Danh sách các quốc gia ASEAN theo lãnh thổ quốc gia là một bảng thống kê tổng thể về tổng diện tích, tỉ lệ mặt nước, diện tích mặt đất và diện tích mặt nước của 11 quốc gia thành viên của tổ chức khu vực Đông Nam Á - ASEAN. Hiệp hội các quốc gia Đông Nam Á - ASEAN là một liên minh chính trị, kinh tế, văn hóa và xã hội của các quốc gia trong khu vực Đông Nam Á. Tổ chức này được thành lập ngày 8 tháng 8 năm 1967, và ngày nay có tất cả là 11 thành viên trong đó có 1 quan sát viên Papua New Guinea). ASEAN có sự liên kết và hợp tác rộng rãi với các quốc gia và tổ chức khác trên thế giới.
| Thứ tự | Quốc gia    | Tổng diện tích (km²)    | Tỉ lệ mặt nước (%) | Diện tích mặt đất (km²) | Diện tích mặt nước (km²) |
| 1      | Indonesia   | 1,860,360 hay 1,919,440 | 4.85               | 1,770,132               | 90,228                   |
| 2      | Myanmar     | 676,578                 | 3.06               | 655,875                 | 20,703                   |
| 3      | Thái Lan    | 513,120                 | 0.43               | 510,914                 | 2,206                    |
| 4      | Việt Nam    | 331,212                 | 1.27               | 327,006                 | 4,206                    |
| 5      | Malaysia    | 330,803                 | 0.32               | 329,612                 | 1,191                    |
| 6      | Philippines | 300,000                 | 0.61               | 298,170                 | 1,830                    |
| 7      | Lào         | 236,800                 | 2.53               | 230,809                 | 5,991                    |
| 8      | Cambodia    | 181,035                 | 2.50               | 176,509                 | 4,526                    |
| 9      | Brunei      | 5,765                   | 8.67               | 5,265                   | 500                      |
| 10     | Singapore   | 705 hay 710             | 1.44               | 694                     | 11                       |
| 11     | Đông Timor  | 462,840                 | 2                  | ?                       | ?                        |